# オペル・アダム
アダム(ADAM)は、ゼネラルモーターズが製造しオペルおよびボクスホールブランドで販売していた普通乗用車である。

## 概要
2012年のモンディアル・ド・ロトモビルにてワールドプレミアされ、同年中に発売を開始すると発表。但し、英国市場においては他のオペル車同様、ボクスホールブランドでの販売となる。尚、生産は両ブランドともアイゼナハ工場で行われる。
オペルのラインナップにおいてはカール（2015年発売開始）とコルサの中間に位置する。かつて販売されたティグラをどことなく連想させるディメンションだが、仮想敵をフィアット・500やミニとすることでプレミアムコンパクト路線を狙っている。
2014年には派生車種として、SUVテイストの「ロックス (ROCKS)」とキャンバストップ仕様の「オープンエア(OPEN AIR)」も登場した。 
2018年10月10日、オペルとボクスホールはアダム、カール/ビーバ、カスケーダを2019年末で販売終了すると発表した。これらの車種の後継は作られず、より市場規模の大きいSUVに注力する方針を示している。

### メカニズム
プラットフォームはコルサD/Eで使われているSCCSプラットフォームを短縮したものを採用している。エンジンは、70PSの1.2Lガソリン、そして87PSと100PSの1.4Lガソリン2種のみで、ディーゼルの設定はない。

## 車名の由来
アダムは、オペルの創業者である「アダム・オペル」に由来する。